# 탈숙련화
탈숙련화란 인간의 노동이 산업혁명이후 이전처럼 숙련성과 전문성을 요구하지 않으며, 기계의 보조적인 노동으로 한정되어 미숙하고 파편화된 노동으로 변화한 현상을 일컫는 용어이다. 이러한 일련의 과정은 산업혁명이후 상품의 생산속도와 생산성의 급진적인 양적 발전을 기반으로 일어났으며 특히, 포드주의와 테일러주의로 대변되는 인간의 노동 표준화로 더욱 가속화되었다.

## 등장배경
산업혁명 이후 인간의 노동은 기계를 보조하는 노동으로 한정된다. 그로 인하여 인간의 노동은 점차 이전처럼 고도의 전문성을 요구하지 않았으며 단순작업 형식으로 변화하게 된다. 그러한 작업은 주로 반복적이고 기계적인 노동을 주된 성격으로 하고있다. 특히, 컨베이어 벨트와 부품의 표준화를 결합시켰던 미국 포드사의 포드주의적 생산방식이나 테일러주의로 대변되는 노동과정에서의 노동의 범위, 시간, 속도등의 표준화는 이러한 탈숙련화를 더욱 촉진시켰다. 또한, 공업이 빠른속도로 발달함에 따라 기계의 발전은 급속하게 성장하였고 인간의 노동현장은 그 속도에 맞춰 기계로 대체되었다.

## 탈숙련화와 현대사회
현대사회에 있어서 이러한 탈숙련화는 더욱더 가속화 되고있다. 이것은 기계가 인간의 노동을 대체하는 현상이 점차 빨라지고있는 것과 그 맥락을 같이한다. 최근에는 인간의 영역으로 여겨졌던 미술, 문학과같은 예술분야에서도 이러한 현상이 나타나고있어 문제가 되고있다. 즉, 예술을 잘하는 사람보다는 예술의 특징적인 작업과정을 잘 수행하는 기계가 예술가의 노동을 대체한다는 것이다. 그리고 예술가의 역할은 단순히 특별한 기술없이 기계를 조작하는 것으로 단순화된다.

## 같이 보기
- 자동화
- 기술적 실업